# Cubanoptila botosaneanui
Cubanoptila botosaneanui är en nattsländeart som beskrevs av Kumanski 1987. Cubanoptila botosaneanui ingår i släktet Cubanoptila och familjen stenhusnattsländor. Inga underarter finns listade i Catalogue of Life.